# Lois Gibson
Lois Gibson (nacida c. 1950)[cita requerida] es una artista forense estadounidense que tiene un récord mundial Guinness de 2017 por la mayor cantidad de identificaciones realizadas por un artista forense. También dibujó el primer boceto forense que se muestra en America's Most Wanted, que ayudó a identificar al sospechoso y resolver el caso.

## Primeros años de vida
Gibson nació alrededor de 1950. Obtuvo una Licenciatura en Bellas Artes con honores de la Universidad de Texas en Austin.

## Carrera
Gibson decidió convertirse en artista forense después de ser asaltada y casi asesinada cuando tenía 21 años y vivía en Los Ángeles. Ha enseñado en el Centro de Seguridad Pública de la Universidad Northwestern desde 1998. Ha trabajado como artista forense para el Departamento de Policía de Houston desde 1989 y, a partir de 2012, se informó que su trabajo ayudó a resolver 1266 delitos. Gibson ha creado retratos artísticos al óleo para edificios públicos del alcalde de Houston, Bob Lanier, y de los alcaldes de San Antonio, José Miguel de Arciniega y Juan Seguin.[cita requerida]
Gibson es la autora del libro de crímenes reales Faces of Evil con la escritora Deanie Francis Mills, y escribió un libro de texto titulado Forensic Art Essentials.
El trabajo de Gibson apoyó la afirmación de Glenn McDuffie de 2007 de ser el hombre visto besando a la mujer en la foto VJ Day de Alfred Eisenstaedt en Times Square. El análisis forense de Gibson comparó las fotografías de Eisenstaedt con fotografías actuales de McDuffie, analizó rasgos faciales clave y midió las orejas, los huesos faciales, la línea del cabello, la muñeca, los nudillos y la mano en comparación con ampliaciones de la imagen de Eisenstaedt. Según Gibson, "podría decir en general que sí, es él. Pero quería poder decírselo a otras personas, así que reproduje la pose".
En 2014, el trabajo de Gibson apoyó las afirmaciones del educador de Nuevo México, Ray John DeAragon, de que Billy the Kid era el sujeto de una foto que heredó.
En 2017, el trabajo de Gibson respaldó las afirmaciones de Sandra Mills, descendiente de Jesse James, de que una fotografía de hojalata que poseía mostraba a James sentado junto a Robert Ford.
Gibson apareció como ella misma en To Tell The Truth.
En 2018, Gibson trabajó con la estrella de cine para adultos y directora Stormy Daniels para crear un boceto compuesto de un sospechoso que, según Daniels, la amenazó en 2011 en un estacionamiento en Las Vegas para guardar silencio sobre su romance con el presidente Donald Trump.

## Vida personal
Gibson está casada y tiene dos hijos.